# Langebro
Il Langebro (in italiano: Ponte lungo) è un ponte stradale a sei corsie situato nel centro di Copenaghen. Conduce su Inderhavnen e collega la Selandia ad Amager. Oltre al Knippelsbro, rappresenta con oltre 62.000 veicoli al giorno (dal 1998) un importante collegamento di trasporto tra le due isole danesi. Il ponte lungo 252 metri e largo 32 metri è costituito da due segmenti pieghevoli, che possono essere aperti per il transito di mezzi portuali se necessario. Tuttavia, è raramente aperto - e solo di sera - per ospitare il traffico nelle ore di punta. Inoltre, le attività portuali nel Sydhavn si sono spostate in altre aree.
Nei pressi del ponte è stato costruito un ponte pedonale separato, chiamato Lille Langebro.

## Storia

### Percussore

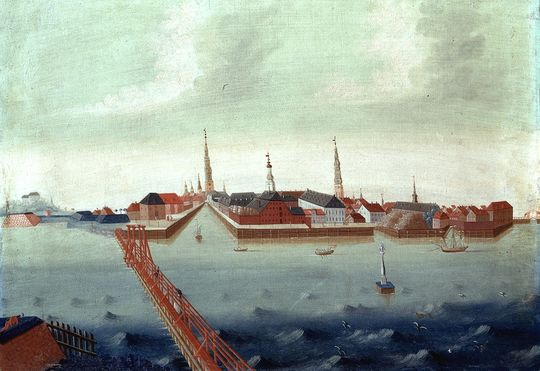
Illustrazione del Langebro nell'anno 1748 con la Fabbrica reale della birra (Kongens Bryghus) sullo sfondo.

Il primo precursore del ponte fu il Kallebobro, un ponte di legno largo tre metri costruito per volere del re danese Cristiano V tra il 1686 e il 1690. Il ponte, che fu costruito per ragioni strategiche militari, che collegava due bastioni su entrambi i lati del porto, alla fine divenne noto come Langebro (ponte lungo), poiché era più lungo del Knippelsbro a nord.
Nel 1851, fu costruito un nuovo ponte in legno più ampio, che fu modernizzato nel 1875 con due segmenti pieghevoli in ferro e sostituito nuovamente nel 1903 da un nuovo ponte in ferro. Il ponte girevole lungo 120 metri e largo 13 metri portava in effetti il nome di Christian IX bro, ma era anche popolarmente chiamato Langebro. L'aumento del traffico negli anni '20 portò alla costruzione di un successore, un ponte stradale e ferroviario combinato, che fu completato dopo un anno di costruzione nel 1930. Durante l'occupazione tedesca il gruppo di sabotaggio BOPA (Borgerlige Partisaner) commise un attacco con esplosivi alla fine del marzo 1945 per impedire a 16 navi mercantili danesi di esportare nel Reich tedesco. Nell'attacco, in cui furono uccisi diversi tedeschi e alcuni macchinisti danesi, la sala macchine fu distrutta, in modo che il ponte potesse essere rimesso in funzione solo dopo la guerra il 1º ottobre 1945.

### Il ponte di oggi

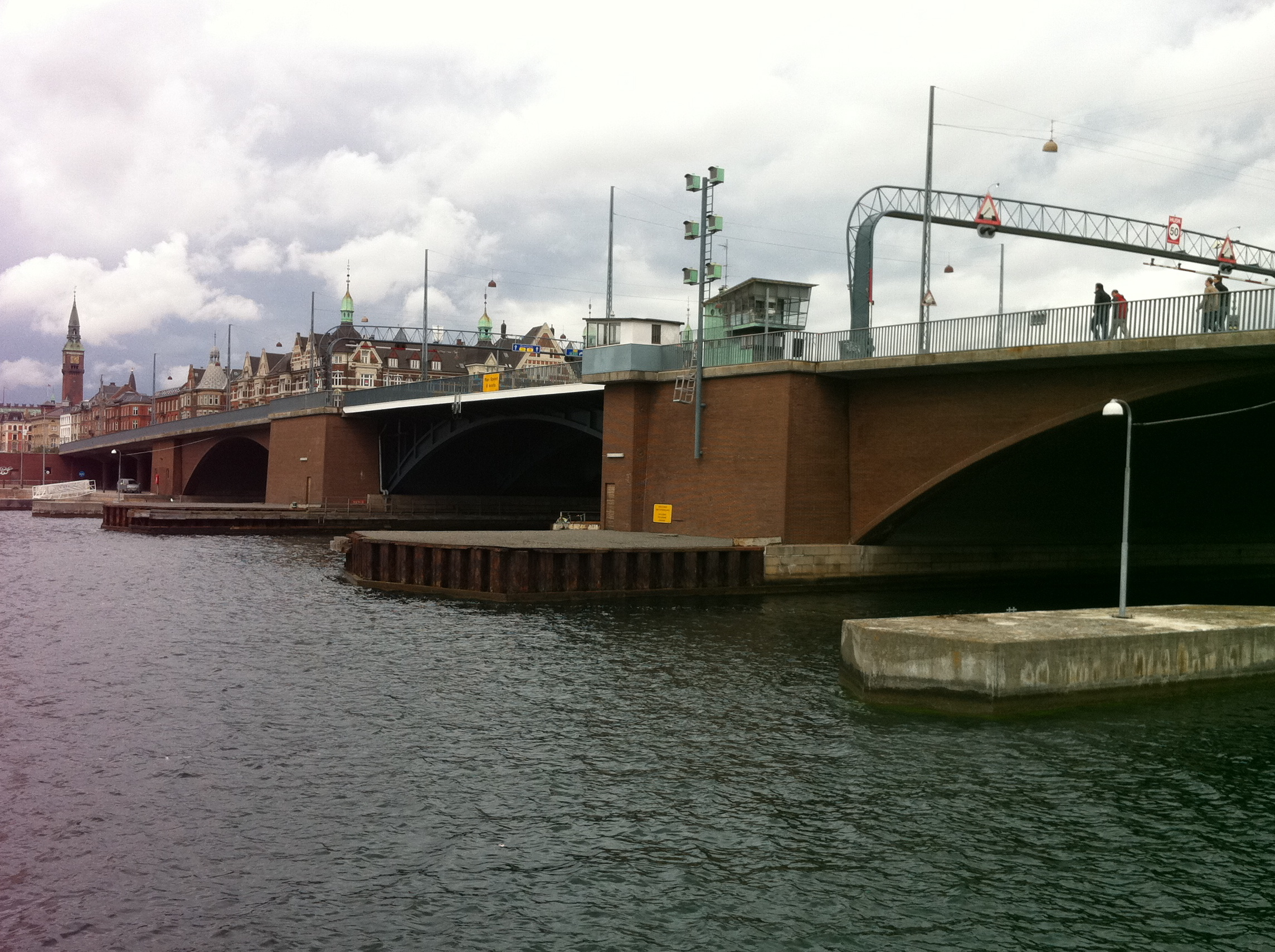
Il Langebro nel marzo 2011

L'odierno Langebro fu inaugurato dopo cinque anni di costruzione il 27 giugno 1954, con 50.000 persone che lo attraversavano. I lavori furono eseguiti dalla società di costruzioni danese Christiani & Nielsen, una società che fallì nel 1937 nella costruzione del Munkholmbroen. Due terzi dei costi di costruzione sono stati condivisi dal Comune di Copenaghen e un terzo dell'amministrazione portuale (Københavns Havn).